# Discografia di Hank Williams
Questa è la discografia di Hank Williams, l'artista considerato uno dei più importanti e influenti musicisti country di tutti i tempi.

## Album
- Moanin' The Blues  6 versions	MGM Records		1952
- Sings  2 versions	MGM Records		1952
- Memorial Album  5 versions	MGM Records		1953
- Hank Williams As Luke The Drifter (10", Mono)	MGM Records	MGM-D-119	1954
- I Saw The Light  7 versions	MGM Records		1954
- Honky Tonkin'  6 versions	MGM Records		1954
- The Immortal Hank Williams  4 versions	MGM Records		1956
- Sing Me A Blue Song  6 versions	MGM Records		1957
- The Lonesome Sound Of Hank Williams  2 versions	MGM Records, MGM Records		1959
- Ramblin' Man  2 versions	MGM Records, MGM Records		1960
- Wait For The Light To Shine  4 versions	MGM Records, MGM Records		1960
- I'm Blue Inside  2 versions	MGM Records		1961
- Wanderin' Around  4 versions	MGM Records		1961
- The Spirit Of Hank Williams  4 versions	MGM Records		1961
- Hank Williams On Stage: Recorded Live! (LP, Album, Mono)	MGM Records	E 3999	1962
- On Stage! Hank Williams Recorded Live (LP, Mono)	MGM Records	E3999	1962
- Beyond The Sunset  5 versions	MGM Records		1963
- Lost Highway And Other Folk Ballads  3 versions	MGM Records		1964
- The Legend Lives Anew - Hank Williams With Strings  5 versions	MGM Records		1966
- Hank Williams, Sr.* And Hank Williams, Jr.* - Again (LP, Album)	MGM Records	SE 4378	1966
- In The Beginning  4 versions	MGM Records		1968
- Live At The Grand Ole Opry  3 versions	MGM Records		1976
- Lovesick Blues : August 1947 - December 1948 (12", Album)	Polydor	829 733-1	1985
- The Legendary Hank Williams (LP, 12")	RCA Readers Digest	RBA-224 D	1986
- Hey, Good Lookin' : December 1950 - July 1951 (2xLP, Gat)	Polydor	831 634-1	1987
- Hank Williams, Hank Williams Jr., Hank Williams III - Three Hanks: Men With Broken Hearts (CD, Album)	Curb Records	CURCD 029	1996
- The Unreleased Recordings  3 versions	Time Life		2008
- Shreveport Sessions (August 1948- May 1949) (2xLP)	Doxy Music	DOY632DLP	2010
- The Legend Lives On - All The Hits And More (3xLP)	Vinyl Passion	VP 80502	2013
- The Garden Spot Programs , 1950 (LP, Album, Ltd, Red)	Omnivore Recordings	OVLP-87	2014
- A Tribute In Memory Of Hank Williams (LP)	Diplomat Records	DS-2314	Unknown
- Memories Of Hank Williams Sr (LP)	K-Tel International (Canada)	WC 305(Q)	Unknown
- Jambalaya (CD)	Creative Sounds, Inc.	SSI 3538-2	Unknown
- Wait For The Light To Shine (LP, Smplr)	MGM Records	65 015	Unknown
- There's Nothing As Sweet As My Baby (LP)	Mount Olive Records, Mount Olive Records	MD 1153, MO 1153	Unknown

## Singoli

### 78 giri
- 1947: Calling You/Never Again (Will I Knock On Your Door) (Sterling Records, 201; pubblicato come Hank Williams And The Country Boys)
- 1947: Wealth Won't Save Your Soul/When God Comes And Gathers His Jewels (Sterling Records, 204; pubblicato come Hank Williams And The Country Boys)
- 1947: My Love for You/I Don't Care (Sterling Records, 208; pubblicato come Hank Williams With His Drifting Cowboys)
- 1947: Honky Tonkin'/Pan American (Sterling Records, 210; pubblicato come Hank Williams With His Drifting Cowboys)

- Rootie Tootie / My Sweet Love Ain't Around (Shellac, 10", Single)	MGM Records	10124	1947
- I Saw The Light (10")	MGM Records	10271	1948
- Hey, Good Lookin´ (10")	MGM Records	11000	1951
- Hank Williams Sings (10")	MGM Music	MGM-D-105	1952
- Please Don't Let Me Love You / Faded Love And Winter Roses  2 versions	MGM Records		1955
- The First Fall Of Snow / Someday You'll Call My Name  3 versions	MGM Records		1955
- The First Fall Of Snow / Someday You'll Call My Name (Shellac, 10")	MGM Records	12077	1955
- The Battle Of Armageddon / Thank God (7", Single)	MGM Records	K 12127	1955
- Blue Love (In My Heart) / Singing Waterfall  2 versions	MGM Records		1956
- There's No Room In My Heart (For The Blues) / I Wish I Had A Nickel  2 versions	MGM Records		1956
- With Tears In My Eyes / Leave Me Alone With The Blues  2 versions	MGM Records		1957
- No One Will Ever Know / The Waltz Of The Wind (7", Single)	MGM Records	K 12535	1957
- We're Getting Closer To The Grave Each Day / Ready To Go Home (7", Single)	MGM Records	K 12438	1957
- Roly Poly / Just Waitin' (7", Single)	MGM Records	K 12727	1958
- Roly Poly / Just Waitin' (7", Single, RE)	MGM Records	KGC-142	1962
- There'll Be No Teardrops Tonight / They'll Never Take Her Love From Me  2 versions	MGM Records		1966
- Honky Tonk Blues (7", Single, RE)	MGM Records	MVG 517	1970
- Jambalaya (On The Bayou) (7", Single)	MGM Records	2066-106	1972
- Ramblin' Man / Why Don't You Love Me (7", Single)	MGM Records	M 14849	1975
- Cold, Cold Heart / I'm So Lonesome I Could Cry  2 versions	MGM Records		1983
- Willie Nelson & Hank Williams, Lacy J. Dalton - I Told A Lie To My Heart / Slow Movin' Outlaw  2 versions	Columbia		1985
- Your Cheatin' Heart / Cold, Cold Heart (7", Single, RE)	Collectables	COL 4258	1986
- I'm So Lonesome I Could Cry / Hey Good Lookin' (7", RE)	Collectables	COL 4259	1986
- Lovesick Blues / Ramblin' Man  2 versions	MGM Records		Unknown
- Memorial Album (4xShellac, 10" + Box)	MGM Records	202	Unknown
- Lovesick Blues / Ramblin' Man (7", Single, RE)	MGM Records	MVG 516	Unknown
- Hey Good Lookin' / Your Cheatin' Heart (7")	MGM Records	MVG 515	Unknown
- Kaw-Liga / Your Cheatin' Heart (7")	MGM Records	K11416	Unknown
- Sing Me A Blue Song (10")	MGM Records	MGM D 150	Unknown
- Mansion On The Hill / I Can't Get You Off My Mind (10")	MGM Records	10328	Unknown

## EP
- Sings (7", EP)	MGM Records	X1101	1952
- I Saw The Light (7", EP)	MGM Records	X1218	1953
- The Hank Williams Memorial Album Part 1 (7", EP)	MGM Records	X4102	1954
- Honky Tonkin' Vol. 1 (7", EP)	MGM Records	X1317	1954
- Hank Williams Sings Volume 2 (7", EP)	MGM Records	X1102	1954
- Move It On Over (7", EP)	MGM Records	X1076	1954
- Why Don't You Make Up Your Mind / I've Been Down That Road Before / Just Waitin' / Everything's Okay (7", EP)	MGM Records	X1165	1955
- Hank Williams As Luke The Drifter - Hank Williams As Luke The Drifter (7", EP)	MGM Records	X1047	1955
- Lovesick Blues / The Blues Come Around / I'm A Long Gone Daddy / Long Gone Lonesome Blues (7", EP)	MGM Records	X1217	1956
- Honky-Tonkin' Vol.3 (7", EP)	MGM Records	X1319	1956
- The Immortal Hank Williams Vol. 1 (7", EP)	MGM Records, MGM Records	X 1554, X1554	1958
- Songs For A Broken Heart (7", EP)	MGM Records	MGM-EP-639	1958
- The Unforgettable Hank Williams Vol 3 (7", EP)	MGM Records	X1639	1959
- The Authentic Sond Of The Country Hits (7", EP)	MGM Records	MGM EP 770	1959
- Honky Tonkin' / Howlin' At The Moon / My Bucket's Got A Hole In It / Baby, We're Really In Love (7", Single)	MGM Records	X1318	1964
- Hank Williams (PlayTape, EP)	MGM Records	E 3918 Vol. 2	1966
- I'm So Lonesome I Could Cry  2 versions	MGM Records		1968
- The Garden Spot Programs, 1950 - Extended Play (10", EP, Ltd, Tra)	Omnivore Recordings	OVSI0-86	2014
- Dear John  2 versions	MGM Records		Unknown
- I Wish I Had A Nickle (7", EP)	MGM Records	X1555	Unknown
- Your Cheatin' Heart / Settin' The Woods On Fire / You Win Again / Hey, Good Lookin' (7")	MGM Records	X 1612	Unknown
- Sing Me A Blue Song - Vol. 3 (7", EP)	MGM Records	X1493	Unknown
- The Immortal Hank Williams - Vol. 3 (7", EP)	MGM Records	X1556	Unknown
- Memorial Album (2x7", EP)	MGM Records	X202	Unknown
- Hank Williams & His Guitar (7")	Arhoolie Records	45-548	Unknown

## Compilation
- The Unforgettable Hank Williams  3 versions	MGM Records		1959
- I Saw The Light (LP, Comp, Mono)	MGM Records	E3331	1959
- Greatest Hits  11 versions	MGM Records		1961
- 14 More Of Hank Williams' Greatest Hits Vol. II  3 versions	MGM Records		1962
- Beyond The Sunset  3 versions	MGM Records		1963
- The Very Best Of Hank Williams  13 versions	MGM Records		1963
- 14 More Of Hank Williams' Greatest Hits Vol. III  2 versions	MGM Records		1963
- The Very Best Of Hank Williams (LP, Mono, Comp)	MGM Records	E-4168(C)	1963
- The Very Best Of Hank Williams Volume 2 (LP, Album, Comp)	MGM Records	E4227	1964
- Hank Williams For You (2xLP, Comp, Mono)	MGM Records	PMS-89-90	1964
- Hank Williams, Sr.* & Hank Williams, Jr.* - Father & Son  3 versions	MGM Records, MGM Records		1965
- Sings Kaw-Liga And Other Humorous Songs (LP, Mono, Comp)	MGM Records	E-4300	1965
- Sings Kaw-Liga And Other Humorous Songs (LP, Comp)	MGM Records	SE-4300	1965
- The Immortal Hank Williams (LP, Comp)	Metro Records	M/MS-602	1966
- Hank Williams And Strings (4) - I Won't Be Home No More  2 versions	MGM Records, MGM Records, MGM Records		1967
- The Many Moods Of Hank Williams (LP, Mono, Comp)	MGM Records	C 8023	1967
- The Essential Hank Williams  2 versions	MGM Records		1969
- The Essential Hank Williams (LP, Comp)	MGM Records	SE-4651	1969
- 24 Of Hank Williams' Greatest Hits  8 versions	MGM Records		1970
- 24 Karat Hits A Double Dozen Of All Time Best Sellers By Hank Williams (2xLP, Album, Comp, Ltd)	MGM Records, MGM Records	SE-240-2, SE 240-2	1970
- Life To Legend (LP, Comp)	MGM Records	SE-4680	1970
- The Great Hits Of Hank Williams  2 versions	MGM Records		1972
- Hank Williams / Hank Williams Jr. - The Legend Of Hank Williams In Song And Story  4 versions	MGM Records, MGM Records		1973
- The Great Hits Of Hank Williams (2xLP, Comp)	MGM Records	SE4267-4	1973
- Hank Williams / Hank Williams Jr. - The Legend Of Hank Williams In Song And Story (2xLP, Comp)	MGM Records	2683-032	1973
- Memories Of Hank Williams Sr. (2xLP, Comp, Gat)	K-Tel International (Canada)	WC 305	1973
- Archetypes  2 versions	MGM Records		1974
- Hank Williams, Hank Williams Jr. - Insights Into Hank Williams In Song And Story (2xLP, Comp)	MGM Records	M3HB 4975	1974
- The Collectors Hank Williams Vol. 1 (LP, Comp, Mono)	MGM Records, MGM Records	2353 118, 2353-118	1975
- A Home In Heaven (LP, Comp)	MGM Records	M3G-4991	1975
- 24 Of Hank Williams' Greatest Hits Twin Pack (Cass, Comp, RE, Club, Dol)	Polydor	823 293-7 Y-2	1976
- The Golden Dream Of Hank Williams (LP, Comp)	Candlelite Music	CMI-1951	1976
- The Very Best Of Hank Williams (LP, Comp)	Polydor	SE-4168	1976
- The Hank Williams Treasury (Box, Comp + 4xLP)	MGM Records, Columbia House	DS 814, P4S 5616	1976
- 24 Greatest Hits Vol. 2  5 versions	MGM Records		1977
- Hank Williams, Roy Acuff, Carson Robinson*, Sons Of The Pioneers, The - Country-Western Radio (LP, Comp)	The Radiola Co.	MR-1069	1977
- Hank Williams - 40 Greatest Hits  11 versions	Polydor		1978
- The Legendary Hank Williams (LP, Comp)	Polydor	2475 611	1978
- The Collectors Volume 2 (LP, Comp, Mono)	Polydor	MIP-1-9430	1978
- The Collectors Volume 2 (LP, Comp, Mono)	MGM Records	2315 397	1978
- The Great Hits Of Hank Williams Senior (LP, Comp)	Contour	CN 2076	1978
- The Legendary Hank Williams (Box, Comp, Vin)	Polydor	SM 551-556	1979
- The Collector's Hank Williams Volume 3 (LP, Comp, Mono)	Polydor	MIP-1-9453	1979
- The Collector's Hank Williams Volume 3 (LP, Comp)	Polydor	2315 419	1979
- The Lonesome Legend (LP, Comp)	MGM Records	PTV-1005	1980
- History Of Country Music Volume III (LP, Comp)	Sunrise Media	SM-3003	1981
- History Of Country Music Volume II (LP, Comp)	Sunrise Media	SM-3002	1981
- History Of Country Music Volume I (LP, Comp)	Sunrise Media	SM-3001	1981
- Hank Williams And Eddy Arnold - History Of Country Music (LP, Comp)	Sunrise Media	SM3012	1981
- Hank Williams And Elvis Presley - History Of Country Music (LP, Comp)	Sunrise Media	SM3011	1981
- Hank Williams And George Jones (2) - History Of Country Music (LP, Comp)	Sunrise Media	SM3014	1981
- Hank Williams And Patsy Cline - History Of Country Music (LP, Comp)	Sunrise Media	SM-3020	1981
- Hank Williams And Ernest Tubb - History Of Country Music (LP, Comp)	Sunrise Media	SM-3015	1981
- Hank Williams And Jim Reeves - History Of Country Music (LP, Comp)	Sunrise Media	SM3016	1981
- Hank Williams And Red Foley - History Of Country Music (LP, Comp)	Sunrise Media	SM-3018	1981
- Hank Williams And Tex Ritter - History Of Country Music (LP, Comp)	Sunrise Media	SM-3019	1981
- Country Greats (LP, Comp)	Polydor	CESS 71	1981
- Hank Williams And Slim Whitman - History Of Country Music (LP, Comp)	Sunrise Media	SM-3004	1981
- The Legendary Hank Williams (LP, Comp)	K-Tel	NE 1121	1981
- Country Music (LP, Comp)	Time Life Records	STW-118	1981
- The Collectors Volume 4 (LP, Album, Mono, Comp)	Polydor	2391-519	1981
- His Original Hits (LP, Comp)	Show Case Of Musical Entertainment	HO-713	1982
- His Original Hits (LP, Comp)	Chadwick Music	CSPS 2006	1982
- Country & Western Classics (3xLP, Comp + Box)	Time Life Records	TLCW-01	1982
- Rare Takes & Radio Cuts (LP, Comp)	Polydor	823 695-1 Y-1	1984
- Greatest Hits Vol. 2  2 versions	PGP RTB		1984
- I Ain't Got Nothin' But Time : December 1946 - April 1947 ; Volume I  3 versions	Polydor		1985
- Lovesick Blues : August 1947 - December 1948 ; Volume II  3 versions	Polydor		1985
- On The Air (1949-1952) (LP, Comp)	Polydor	827 531-1 Y-1	1985
- Just Me And My Guitar (LP, Comp)	Country Music Foundation Records	CMF 006	1985
- The First Recordings  2 versions	Country Music Foundation Records		1986
- I'm So Lonesome I Could Cry: March 1949 - August 1949  2 versions	Polydor		1986
- Lost Highway December 1948-March 1949  3 versions	Polydor		1986
- The Legendary Hank Williams (Cass, Comp)	Reader's Digest, Reader's Digest	RB6-224-1/1, KRB-224/A1	1986
- The Legend Album No.2 (LP, Comp)	Suffolk Marketing, Inc.	SMI 1-110PR	1986
- The Legend (LP, Comp)	Suffolk Marketing, Inc.	SMI 1-110	1986
- The Very Best Of (LP, Comp)	Arcade	ADEH 446	1986
- Let's Turn Back The Years : July 1951 - June 1952 ; Volume VII  2 versions	Polydor		1987
- Long Gone Lonesome Blues : August 1949 - December 1950 ; Volume V  3 versions	Polydor		1987
- I Won't Be Home No More, June 1952 - September 1952, Volume VIII  2 versions	Polydor		1987
- Hey, Good Lookin' : December 1950 - July 1951 ; Volume VI  2 versions	Polydor		1987
- The Hank Williams Collection 20 Golden Greats (LP, Comp)	Deja Vu	DVLP 2081	1987
- Greatest Hits (CD, Comp)	World Music (2)	WM 88033	1989
- The Original Singles Collection...Plus  2 versions	Polydor, Polydor, Polydor		1990
- Rare Demos: First To Last (CD, Comp)	Country Music Foundation Records	CMF-067-D	1990
- Lonesome Blues (Cass, Comp)	Polydor	PSP 843 769-4	1990
- Hank Williams - Greatest (CD, Comp)	Goldies	GLD 63033	1991
- The Wonderful World Of Hank Williams - 24 Greatest Hits (CD, Comp)	Remember	RMB 75622	1991
- Lonesome Blues (CD, Comp)	Polydor, Special Music Company	843-769-2	1992
- The Legend - Hank Williams (CD, Comp)	Karussell	32592	1992
- The Wonderful World Of Hank Williams 1950-1953 - 24 Country Classics (Cass, Comp)	Yesterday Gold	YDG 45837	1993
- Health & Happiness Shows (2xCD, Comp)	Mercury, Chronicles	314 517 862-2	1993
- Cheating Hearts (CD, Comp)	Spectrum Music (2)	550 099-2	1993
- Best Of The Early Years  2 versions	Polygram Special Markets		1994
- The Country Music Hall Of Fame Presents - Legendary Country Singers  2 versions	Time Life Music		1994
- Greatest Hits (CD, Comp)	Universe (2)	UN 1 059	1994
- Alone With His Guitar (CD, Enh, Comp)	Mercury	088 170 164-2	1995
- Alone And Forsaken (CD, Comp)	Polydor	528 037-2	1995
- The The - Hank Williams, Sr.* - The The Vs. Hank (CD, Promo, Comp)	550 Music	BSK 6968	1995
- Low Down Blues (CD, Comp)	MCA Nashville	314-532 737-2	1996
- 20 Of Hank Williams' Greatest Hits  4 versions	Mercury		1997
- Legend Of Country Music (CD, Comp)	Delta Music	CD 6053	1997
- Legend (CD, Comp)	New Sound 2000 Ltd.	NST 119	1998
- The Best Of Hank Williams Snr (CD, Comp)	Spectrum Music (2)	554 381-2	1998
- The Complete Hank Williams (10xCD, Comp + Box, Comp)	Mercury	314 536 077-2	1998
- The Legendary Hank Williams  2 versions	Prism Leisure		1999
- Live At The Grand Ole Opry (2xCD, Comp)	Mercury	314-546 466-2	1999
- Lovesick Blues (3xCD, Comp + Box)	Goldies	GLD 25351	1999
- The Best Of Hank Williams (CD, Comp)	MasterSound (2)	500402	1999
- Honky Tonkin' (CD, Comp, Mono)	Flapper	PAST CD 7848	2000
- The Greatest Country Singer Of All Time (CD, Comp)	Boulevard Entertainment	BOUL0327	2001
- His Greatest Hits, Volume 1 - Honky Tonkin' (CD, Comp, Mono)	Jasmine Records	JASMCD 3535	2001
- The Ultimate Collection  3 versions	UTV Records		2002
- Long Gone Daddy (2xCD, Comp)	Snapper Music	SMDCD381	2002
- Hillbilly Hero (4xCD, Comp, Box)	Proper Records Ltd.	PROPERBOX 39	2002
- Wanted (CD, Comp)	Not On Label	WANT018	2003
- Hank Williams (CD, Comp)	IMC Music Ltd.	CL 76658	2003
- No More Darkness (CD, Comp)	Trikont	Trikont US-0311	2003
- Golden Greats (3xCD, Comp)	Disky	MP 905617	2003
- The Essential Hank Williams: Hillbilly Legend (2xCD, Comp)	Metro Doubles	METRDCD519	2003
- Your Cheatin' Heart (CD, Comp)	Prism Leisure	PLATCD 1211	2004
- Your Cheatin' Heart (2xCD, Comp)	Double Pleasure	DP 21513	2004
- A Proper Introduction To Hank Williams - The Final Sessions (CD, Comp, RM)	Proper Records Ltd.	INTRO CD 2064	2004
- The King Of Hillbilly Music (4xCD, Comp + Box)	Documents	223181	2005
- The Hillbilly Shakespeare (CD, Comp, RM)	American Legends	ALE 100122	2005
- The Complete Collection (3xCD, Comp)	Spectrum Music (2)	9827037	2005
- Settin' The Woods On Fire (3xCD, Album, Comp)	Complete Roots The Works	SBLUECD702X	2006
- The Hank Williams Story (CD, Comp)	Synergy Entertainment	SYN-449	2006
- Best Of Hank Williams (CD, Comp)	Direct Source Special Products Inc.	BO 56572	2006
- Ultimate Collection (3xCD, Comp + Box)	Cherished Classics	CHEBX 3021	2006
- Country Legend (CD, Comp)	Vintage (3), Disky	SI 903654	2006
- Country Music Legends (2xCD, Comp)	Castle Pulse	PDSCD 653	2006
- Honky Tonk Man (CD, Comp, RM)	Saga	531 014-2	2008
- Legends Of Country Music (3xCD, Comp)	High Fidelity Music (2)	HFMCD 3004	2008
- Gospel Keepsakes (CD, Comp)	Time Life	24587-D	2009
- Revealed - The Unreleased Recordings (3xCD, Comp)	Time Life	24922-D	2009
- The Dixie Cannonball (4xLP + Box, Comp)	DOXY Music	DOY001LP	2009
- The Absolutely Essential Collection (3xCD, Comp, RM)	Big3	BT3006	2009
- The Complete Mother's Best Recordings...Plus! (15xCD, Comp + DVD-V + Box)	Time Life	25567-D	2010
- Nashville Sessions (2xLP, Comp)	Doxy Music	DOY633DLP	2010
- Six More Miles To The Graveyard (Box, Comp + 6xLP)	Doxy Music	DOY005SLP	2010
- Montgomery (LP, Comp)	Doxy Music	DOY631	2010
- The Legend Begins: Rare And Unreleased Recordings (3xCD, Comp)	Time Life	26414-D	2011
- Complete Original #1 Hits (CD, Comp)	Real Gone Music	RGM-0088	2012
- The Lost Concerts (CD, Album, Comp)	Time Life Music	27462-D	2012
- Eight Classic Albums (4xCD, Comp, RM)	Real Gone	RGMCD037	2013
- 10 CD Collection - 173 Hits And Rarities (10xCD, Comp + Box)	Documents	600050	2013
- Eight Classic Albums (4xCD, Comp, RM)	Real Gone	RGMCD037	2013
- Hank Williams - 40 Greatest Hits (2xLP, Comp, RM, Gat)	Music On Vinyl	MOVLP 398	2014
- 40 Greatest Hits (2xLP, Comp, Gat)	Music On Vinyl	MOVLP398	2014
- Hank Williams (LP, Comp)	Music For Pleasure	MFP 1223	Unknown
- The Legend Lives Anew - Hank Williams With Strings (LP, Comp)	MGM Records	665 064	Unknown
- Greatest Hits (LP, Comp, Club)	MGM Records, RCA Music Service	E3918, R-123656	Unknown
- Greatest Hits (LP, Comp)	Polydor	SE 3918	Unknown
- The Best Of Hank Williams 16 Golden Greats (LP, Comp)	Summit Records Australia	SRA 295093	Unknown
- Greatest Hits Vol.2 (LP, Comp)	MGM Records, MGM Records	ACB 118, ACB 00118	Unknown
- Hank Williams' Greatest Hits (Cass, Comp, RE, Dol)	Polydor	823 291-4 Y-1	Unknown
- The Best Of Hank Williams (LP, Comp)	MGM Records	2356 048	Unknown
- Jim Reeves, Hank Williams - The Very Best Of Jim Reeves And Hank Williams (LP, Comp)	J & B Records	JB431	Unknown
- The Best Of Hank Williams (LP, Comp)	Rainbow (11)	RDL 1587	Unknown
- Starportrait (2xLP, Comp + Box)	MGM Records	2619 003	Unknown
- The Unforgettable Hank Williams (LP, Comp)	MGM Records	SE3733	Unknown
- Memories Of Hank Williams Sr. (LP, Comp)	K-Tel International (Canada)	WC 305(B)	Unknown
- Hank Williams' Greatest Hits (LP, Comp, RE)	MGM Records	PTV-1011	Unknown
- Various / Hank Williams - The Essential Hank Williams (LP, Comp)	AFRTS	RL 21-0	Unknown
- 20 Greatest Hits Vol.1 (LP, Comp)	Grand Canyon	35001	Unknown
- 20 Greatest Hits Vol.2 (LP, Comp)	Grand Canyon	35002	Unknown
- The Immortal Hank Williams (11xLP, Comp, Mono)	MGM Records	MM 9097/9106	Unknown
- Greatest Hits Vol.1 (LP, Comp)	MGM Records	2353 073 SELECT	Unknown
- Greatest Hits Vol. 2 (LP, Comp)	MGM Records	2353 053	Unknown
- Hank Williams And Jim Reeves And Red Foley - We Can Never Forget (3xLP, Comp + Box)	Stereo-Fidelity	SF-301	Unknown